# Вокзальний провулок (Москва)
Вокзальний провулок — вулиця у Північному адміністративному окрузі міста Москви на території району «Войківський». Проходить від Другого Новопідмосковного провулка до вулиці Клари Цеткін. Нумерація будинків ведеться від Другого Новопідмосковного провулка.

## Походження назви
Провулок отримав свою нинішню назву у 1986 році після скасування 1-го, 3-го і 4-го Вокзальних провулків. До цього з 1950 року носив назву 2-й Вокзальний провулок у зв'язку з близькістю до залізничної платформи «Підмосковна» (повсякденна назва — «Дачний вокзал», нині — «Червоний Балтієць» .

## Опис

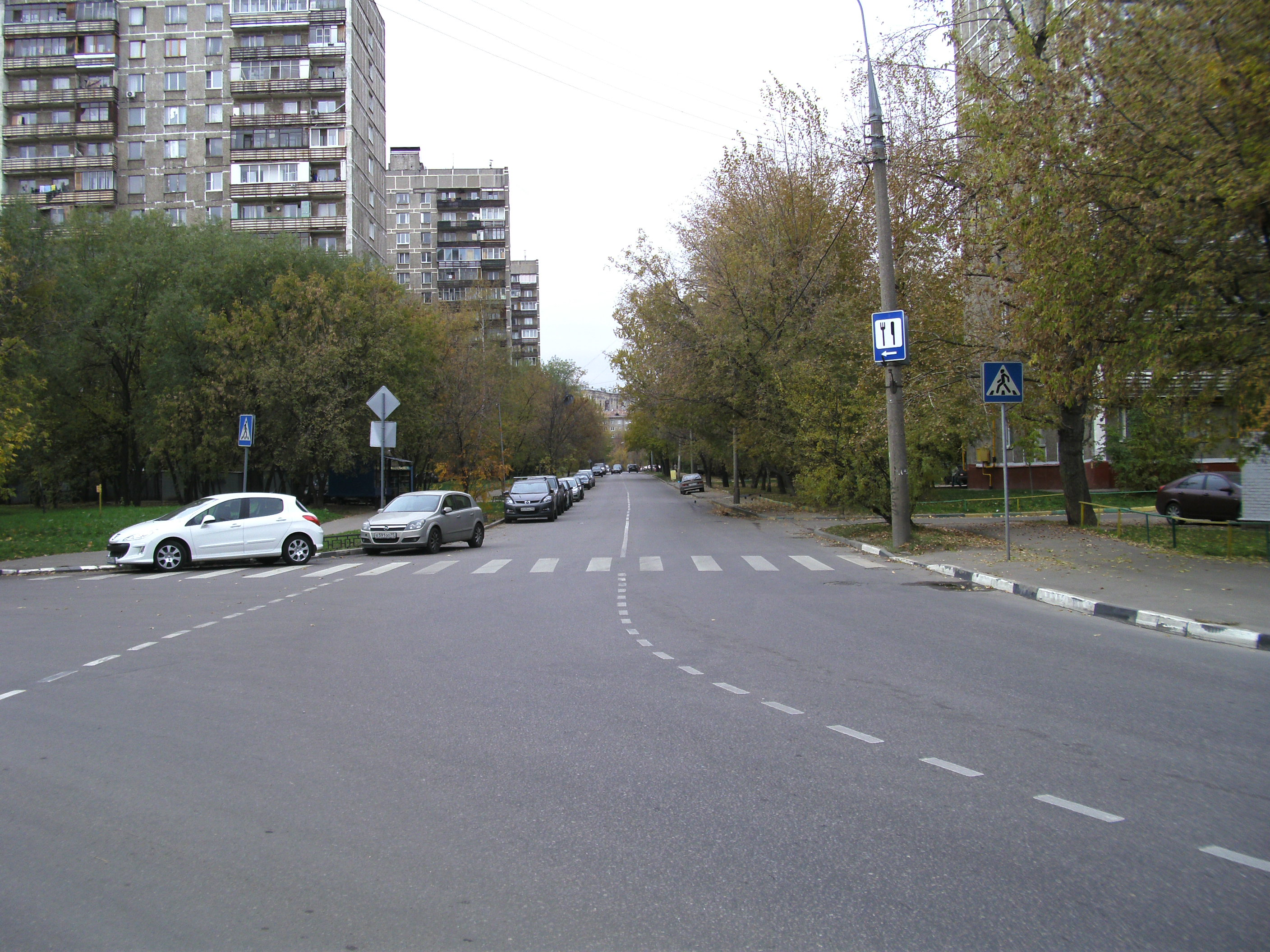
Кінець провулка. Вниз і наліво йде вул. Клари Цеткін

Довжина — 500 метрів. Провулок починається від перетину з Другим Новопідмосковним провулком (навпроти буд. № 3а) і закінчується перетином з вулицею Клари Цеткін (навпроти буд. № 6). Напрям — з південного заходу на північний схід.
Автомобільний рух — по «півтори» смуги в кожному напрямку. Світлофорів немає, два нерегульованих пішохідних переходи. Обидві сторони провулка обладнані тротуарами. Примикань з парної сторони немає, з непарної — Третій Новопідмосковний провулок.
З примітних будівель можна відзначити будинок № 5. На вигляд це двоповерховий будинок старої побудови, проте це один з небагатьох будинків знесеного в 1970-х роках селища Підмосковний. Другий аналогічний будинок знаходиться неподалік — це будинок № 4а по Другому Новопідмосковному провулку, обидві будівлі являють зразок забудови селища Підмосковний.

## Громадський транспорт
Наземний громадський транспорт по провулку не ходить.
- Станція метро «Войківська» — за 700 метрів від початку провулка.
- Платформи Ризького напрямку:
  - «Ленінградська» — у 800 метрах від початку провулка.
  - «Червоний Балтієць» — у 650 метрах від кінця провулка.